# エディ・リンカーン
エドワード・ベイカー “エディ”・リンカーン（英語: Edward Baker "Eddie" Lincoln, 1846年3月10日 - 1850年2月1日）は、エイブラハム・リンカーンとメアリー・トッド・リンカーンの次男。3歳で病死した。

## 生い立ち
エディ・リンカーンことエドワード・ベイカー・リンカーンは1846年3月10日にエイブラハム・リンカーンとメアリー・トッド・リンカーンの次男として出生した。彼の名前はエイブラハムの友人のエドワード・ディキンソン・ベイカーにちなんで名付けられた。
エイブラハムが連邦上院議員に選出されたため、エディは1847年10月に両親や兄のロバートとともにワシントンD.C.に移住した。
ロバートがある時、子猫を見つけて家に連れてきた。猫を嫌って捨ててくるように言うメアリーの継母に対し、エディは金切り声を上げて抗議した。彼は無力な子猫を愛し、その看病と世話をした。

## 死
エディは4歳の誕生日を迎える前の1850年2月1日に亡くなった。国勢調査レコードリストには死因は「chronic consumption」（結核）と記載されており、甲状腺髄様がんで死亡したことが示唆されている。第一に、「consumption」という用語は当時は多くの消耗性疾患に対して使用されていた。第二に、がんは消耗性疾患である。第三に、彼の父親と2人の兄弟はいくつかの「多発性内分泌腫瘍症2B型」（MEN2B）の特徴を持っていた。第四に、エディの厚みのある不釣り合いな下唇はMEN2Bの兆候を示している。第五にMEN2B患者の100%が甲状腺髄様がんを発症しており、早い場合だと新生児期に発症してしまう。
エディの遺骨はイリノイ州スプリングフィールドにあるハッチンソン墓地に埋葬された。メアリーは故人をしのんで「リトル・エディ」と題する4スタンザで構成される詩を作成し、その内容は『イリノイ・ステート・ジャーナル』に掲載された。
エイブラハムとメアリーの次の子どもであるウィリー・リンカーンはエディの死の10か月後に出生した。1865年の父親の暗殺後、1871年9月19日にスプリングフィールドにあるオークリッジ墓地に父のエイブラハム、上の弟のウィリー、下の弟のタッドとともに再埋葬された。